# Adolf Kaufmann

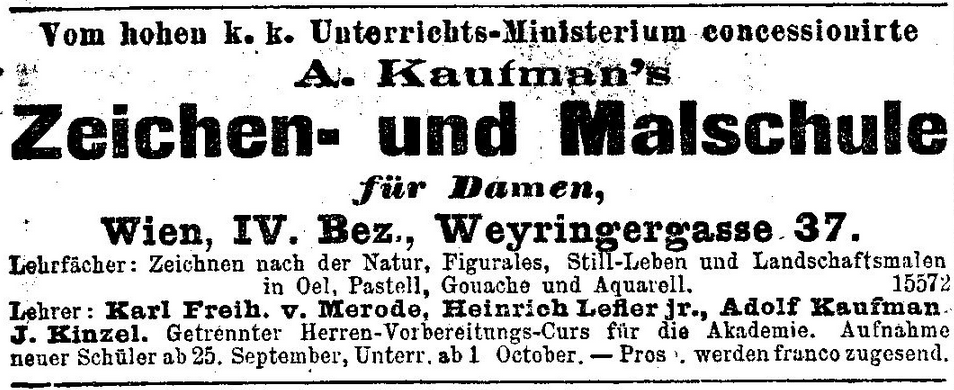
Adolf Kaufmann a Karl Freih. v. Merode – reklama malířské školy z roku 1898 v Neue Freie Presse, Vídeň

Adolf Kaufmann (15. května 1848 Opava – 25. listopadu 1916 Vídeň) byl rakouský malíř krajin a marín.

## Život
Adolf Kaufmann byl nejdříve autodidakt, posléze studoval u Emile van Marcke de Lumen v Paříži. Jeho hojné studijní cesty ho vedly skoro celou Evropou, navštívil i Rusko či Orient. Během života žil v Paříži, Berlíně, Düsseldorfu a Mnichově. Od roku 1890 se natrvalo usídlil ve Vídni a založil s Heinrichem Leflerem a Carlem von Merode malířskou školu pro dámy. Často se vracel do Francie. Adolf Kaufmann byl ovlivněn Barbizonskou školou. Upřednostňoval kontrastní, barevně intenzivní náladové motivy lesů, stromů a jezírek. Typické byly jeho postavy v barbizonském duchu. Byl mistrným malířem velkého talentu, obdržel mnoho uznání, medailí, ocenění. Jeho klientelou byli sběratelé, milovníci umění, šlechta a také vysoká aristokracie, včetně rakouské císařské rodiny, Napoleona III., ruského cara Mikuláše II. či španělské královny Isabely II.

## Dílo
Adolf Kaufmann na svých cestách namaloval velké množství krajin. Jeho obrazy jsou dnes sběrateli velmi vyhledávány.[zdroj⁠?!] Kaufmannovy krajiny jsou zastoupeny v mnoha soukromých sbírkách na celém světě. Některé obrazy byly prodány za značné ceny.[zdroj⁠?!]
Adolf Kaufmann signoval svá díla mnohdy různými pseudonymy, často se s pseudonymy měnil i styl malby. Kaufmann používal následující pseudonymy:
A. Guyot, A. Papouschek, Widmar, G. Salvi, A. Jarptmann, R. Neiber, F. Wolf, J. Rollin, M. Bandouch, L. Bayer, L. Bauer. Některé z nich (např. J. Rollin) jsou připisovány zároveň i Karlu Kaufmannovi.

## Galerie

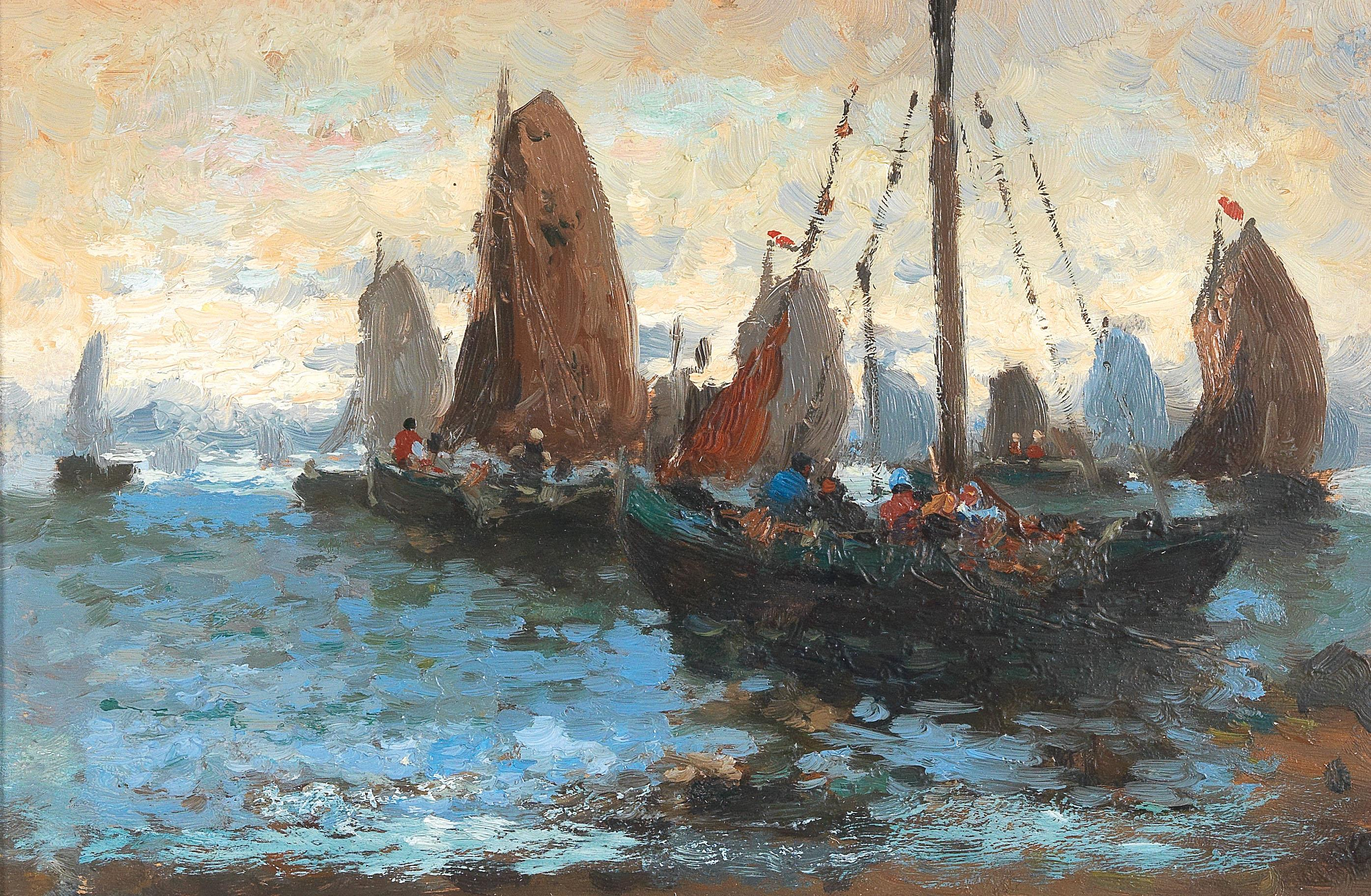
Přímořská krajina se spoustou plachetnic (kolem 1916)
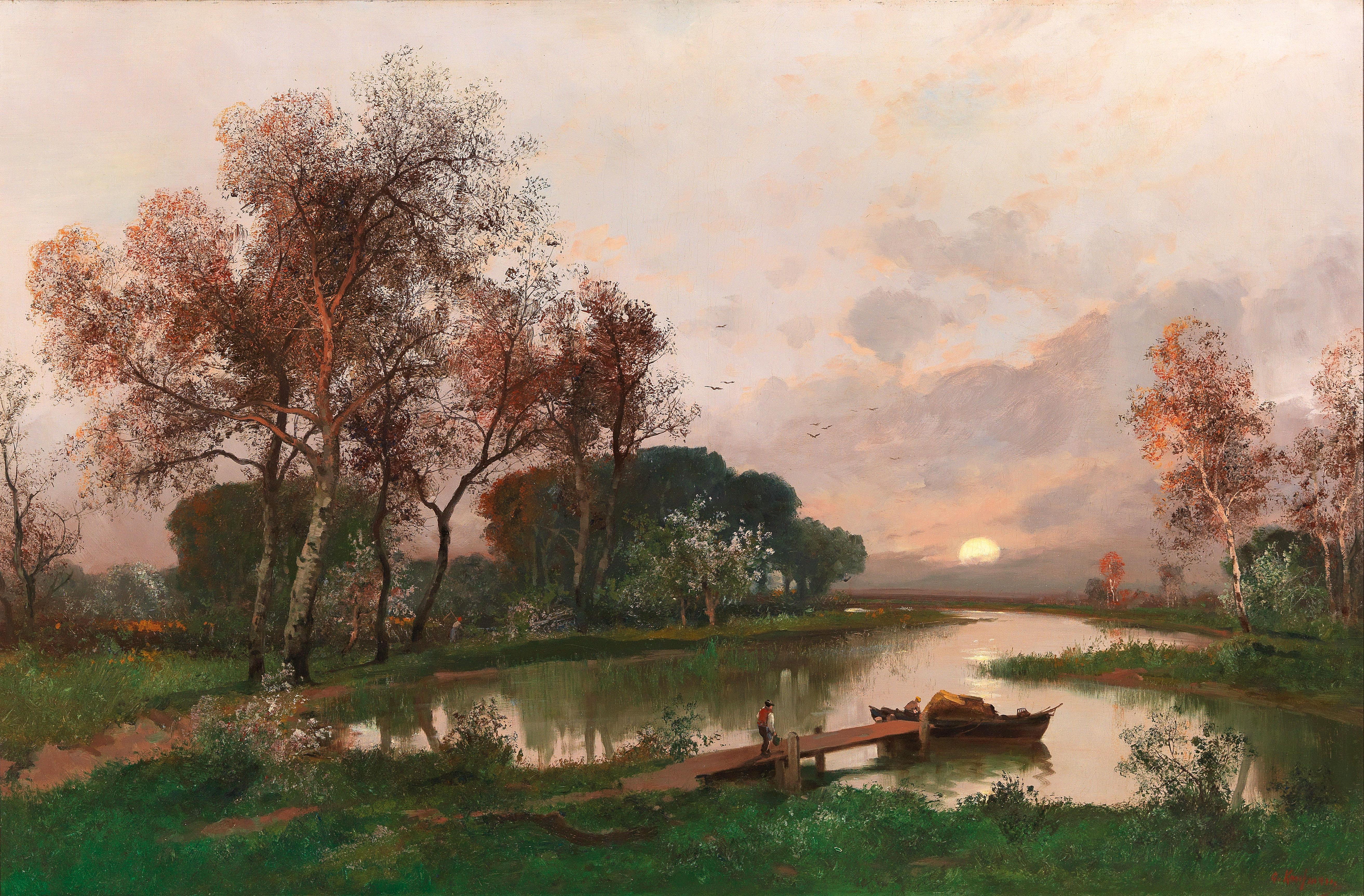
Krajina s rybníkem (kolem 1916)
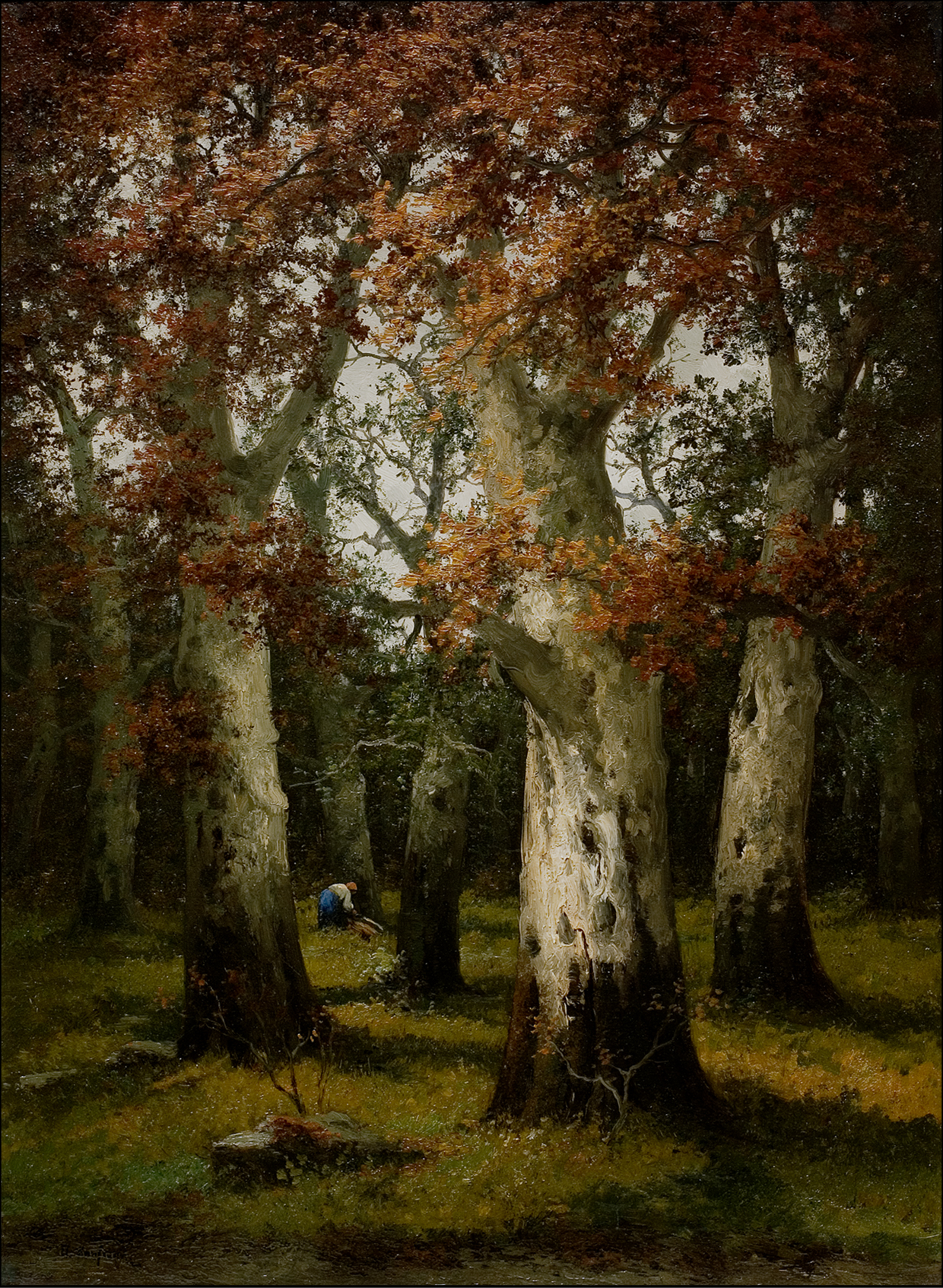
Sběrač křoví
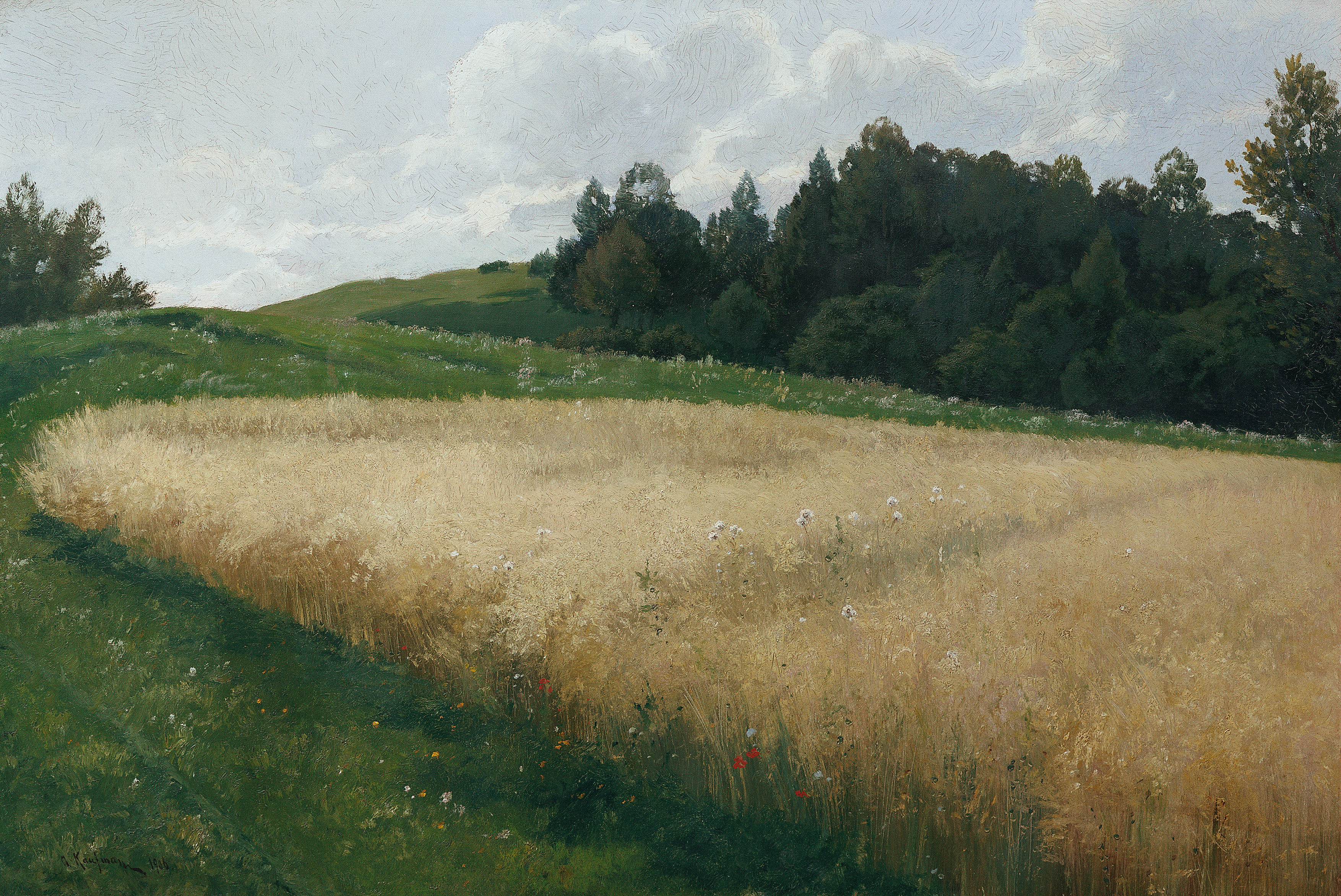
Ovesné pole (1906)
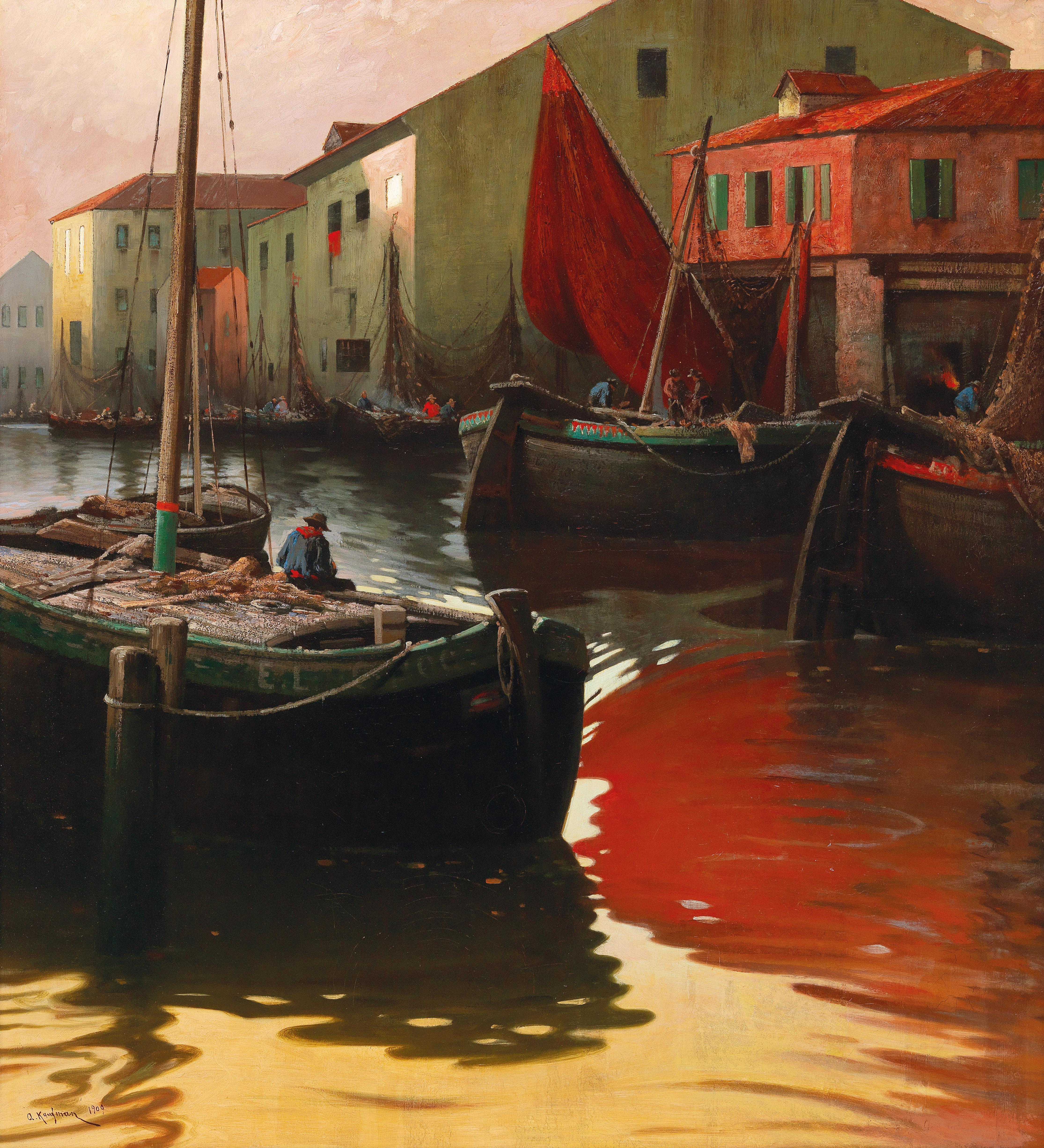
Motiv od Chioggie (1909)
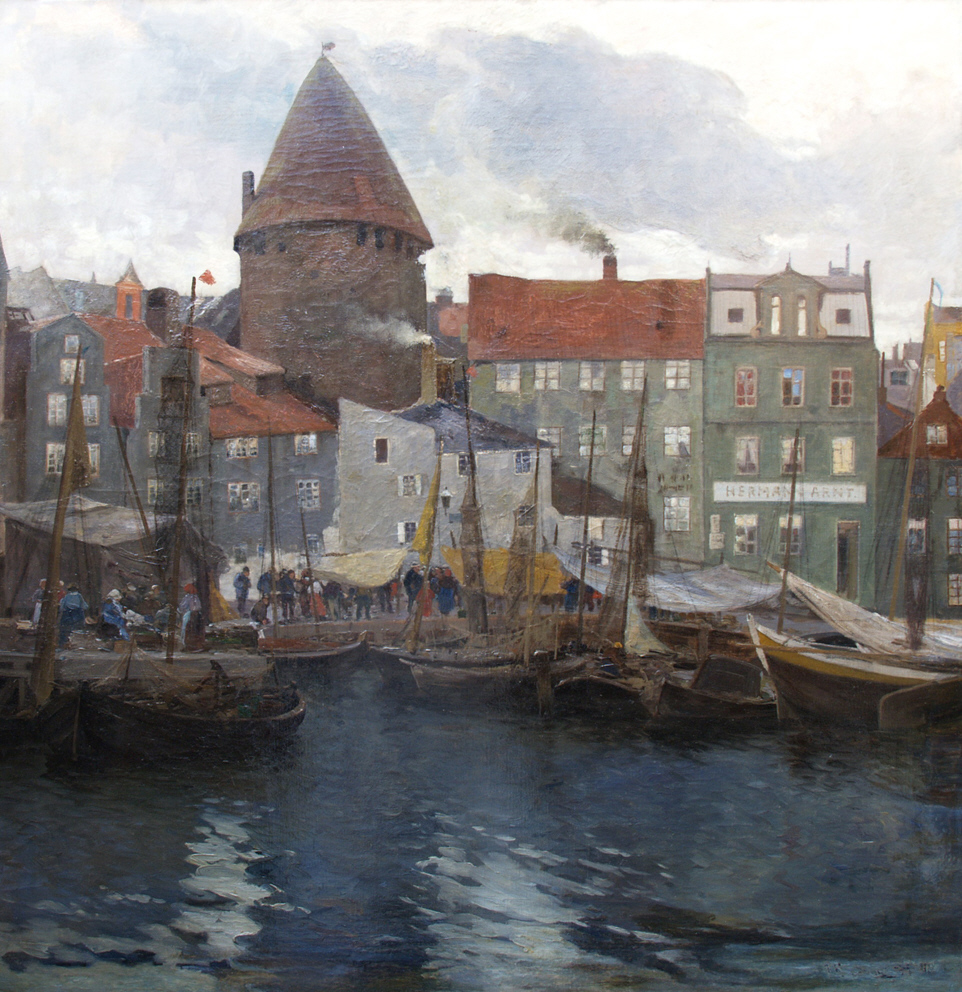
Život v rybářském přístavu (z Gdaňska?, kolem 1916)
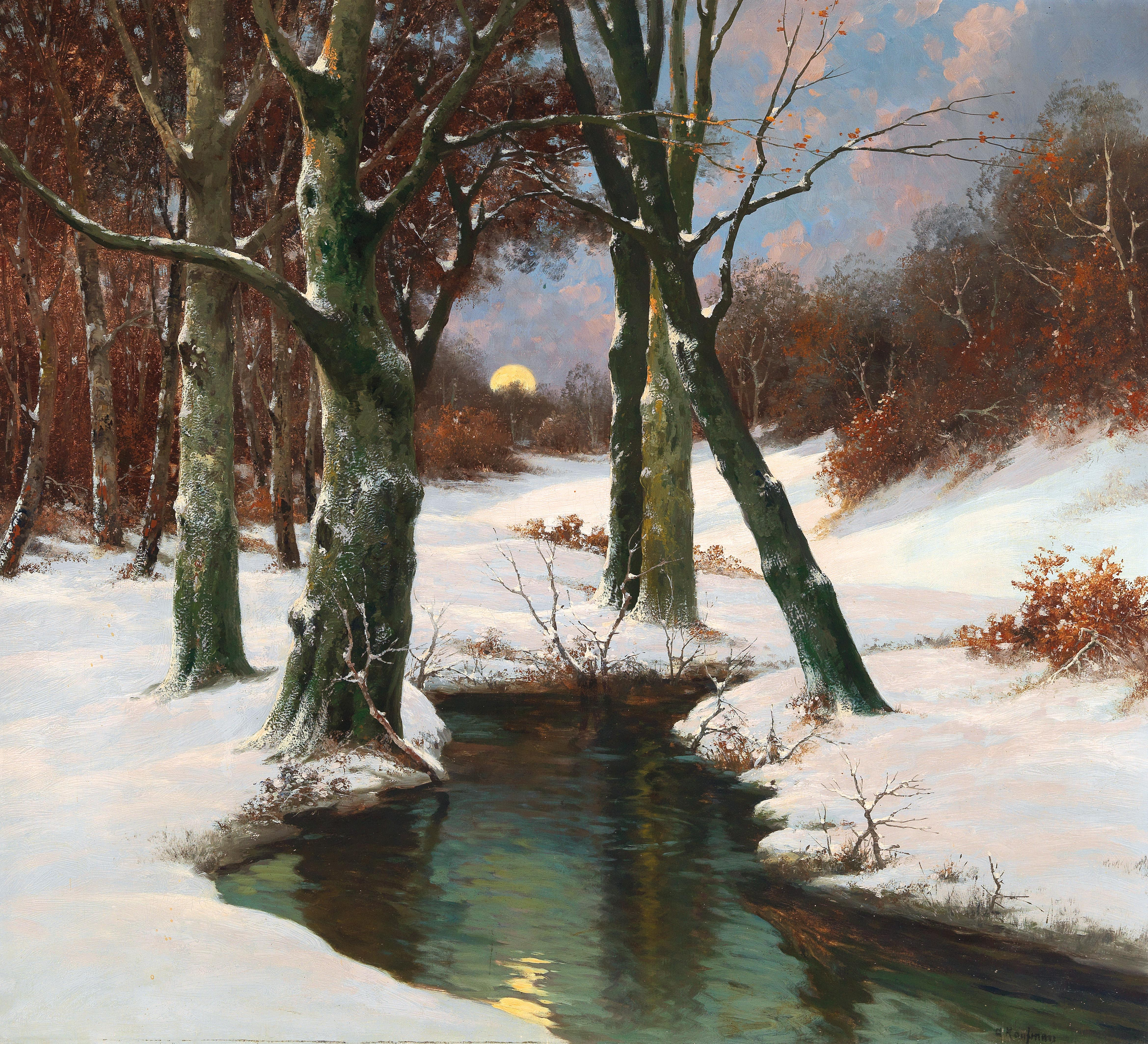
Zimní krajina s měsícem (kolem 1916)